# Cophixalus monosyllabus
Cophixalus monosyllabus é uma espécie de anfíbio anuro da família Microhylidae. Está presente na Indonésia. A UICN classificou-a como deficiente de dados.